# I конференція рад робітничих і солдатських депутатів Донбасу

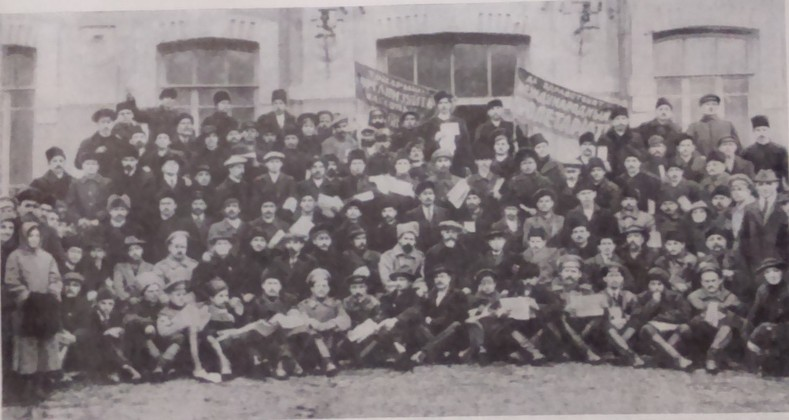

I конференція рад робітничих і солдатських депутатів Донбасу перша конференція рад Донбасу яка проходила в Бахмуті 15—17 березня 1917 року.

## Історія
15—17 березня 1917 р. в Бахмуті (одному із повітових центрів Катеринославської губернії) зібралися 132 делегати (за деякими даними, 138) від 48 Рад, які представляли 187 тис. робітників регіону. Конференція висунула делегатів на перший з'їзд Рад Донецько-Криворізької області в Харків, а також на Всеросійську нараду Рад у Петроград.

## Представники рад
За великим промисловим центрам Щербинівка-Горлівка, Дружківка-Костянтинівка, Краматоровка. Єнакієве, Лисичанські рудники членами рад були переважно робітники.
Горлівсько-Щербинівський район — більшовики
Пряму протилежність цих рад по своєму складу представляли бахмутський, слов'янський, донсодовскій ст. Переїздна і гришинські ради, де були найбільше представлені ремісники, чиновники, інтелігенція які в більшості були есерами і меншовиками.
Селянські ради і комітети, всюди були есеріврівські.
- Бахмутський повіт — есери
- Єнакієве — есери
- Костянтинівці — меншовики
- Лисичанськ — меншовики
- Сіль район — меншовики
- Бахмут — меншовики
- Попасна — меншовики
- Гришине — меншовики
- Донсода — кадети
- Дружківка — меншовики

## Конференція обговорювала
1. Поточний момент.
2. Ставлення до тимчасових громадських комітетів.
3. Об'єднання рад робітничих і солдатських депутатів.
4. Селянське питання.
5. Продовольче питання.
6. Питання про профспілки.
7. Питання про штрафні капіталах.
8. Організація в Бахмуті інформаційного бюро.

## Прийнята резолюція

### Поточний момент
Конференція ухвалила резолюцію за продовження оборонної війни.

### Ставлення до тимчасових громадських комітетів
Конференція запросила тимчасові громадські комітети (як органи влади) взяти участь у формуванні виконкомів рад робітничих депутатів. Водночас стало відомо, що в Краматорському і Горлівсько-Щербинівському районі громадські комітети постановою рад були ліквідовані рішеннями рад.

### Об'єднання рад робітничих і солдатських депутатів
Ухвалено створити шість районних об'єднань рад — Бахмутського, Горлівського, Костянтинівсько-Щербинівського, Лисичанського, Макіївського та Юзово-Єнакіївського районів.

### Селянське питання
Про селянство конференція не зайняла ніякої певної, принципової позиції та обмежилася формальним посиланням на вищу інстанцію, передавши його на обговорення всеросійської наради рад.

### Продовольче питання
Резолюція з продовольчого питання (робочому постачання) вказує, що криза постачання робітники можуть подолати лише своїми силами, організовуючи кооперацію і борючись зі злочинною політикою органів влади, які саботують регулярну доставку харчових продуктів.

### Питання про профспілки
У резолюції про профспілки, як і в резолюції по селянському питанню, принципова лінія підмінена була формальним посиланням на обласну союзну конференцію яка, на думку конференції, повинна була вирішити питання про принципи будівництва економічних і культурно-освітніх організацій робочого класу.
У цій резолюції, як і в усіх інших, і особливо з питання про війну, з усією ясністю виявилася дрібнобуржуазні керівники цієї конференції -есери і меншовики які по основним бойовим питанням дня, висунутим революцією (про селянство і профспілки) боялися сказати вирішальне слово, до того була велика розгубленість і безпорадність угодовців.

### Питання про штрафні капітали
З питання про використання фондів штрафних капіталів підприємств конференція вимагає передачі їх в розпорядження місцевих рад для задоволення потреб робітників та їх родин

### Інформаційне бюро
Конференція вирішила створити інформаційне бюро, яке, однак, проіснувавши до травня 1917, розпалося.